# Ondřej Ruml
Ondřej Ruml (* 21. srpna 1981 Jablonec nad Nisou) je český herec a zpěvák.

## Život
Ondřej Ruml se narodil 21. srpna 1981 v Jablonci nad Nisou. Ve věku 10 let začal navštěvovat soukromou hudební školu, kde se učil hře na kytaru. V roce 2008 se zúčastnil soutěže X Factor, kde obsadil druhé místo. Následně se objevil v hlavní roli lyrikálu Kudykam Petra Hapky a Michala Horáčka. V roce 2017 se zúčastnil 3. řady soutěže Tvoje tvář má známý hlas, kde skončil na 6. místě.
Kromě kytary hraje také na banjo a klavír.
V roce 2024 byl Českou televizí představen jako jedna z osobností, která se zúčastní třinácté řady taneční soutěže StarDance.